# Bahnhofsvorstadt (Freiberg)
Bahnhofsvorstadt ist ein Stadtviertel im Stadtteil Freiberg-Süd der Großen Kreisstadt Freiberg im Landkreis Mittelsachsen (Freistaat Sachsen). 

## Geografie

### Lage
Das Stadtviertel Bahnhofsvorstadt liegt zwischen der Freiberger Altstadt im Norden und dem Bahnhof Freiberg (Sachs) im Süden.
Es wird im Westen von der „Annaberger Straße“ (Bundesstraße 101), im Norden von der „Schillerstraße“, im Osten von der „Berthelsdorfer Straße“ und im Süden von den Anlagen des Freiberger Bahnhofs begrenzt. 

### Nachbarorte
|                                                                | Freiberg, Stadtteil Freiberg-Altstadt                              |                                                                  |
| Freiberg, Stadtteil Freiberg-West (Stadtviertel Freibergsdorf) | Kompassrose, die auf Nachbargemeinden zeigt                        | Freiberg, Stadtteil Freiberg-Süd (Stadtviertel Silberhofviertel) |
| Freiberg, Stadtteil Freiberg-West (Stadtviertel Wasserberg)    | Freiberg, Stadtteil Freiberg-Süd (Stadtviertel Hinter dem Bahnhof) |                                                                  |

## Geschichte
Südlich der Freiberger Altstadt befanden sich bis ins 19. Jahrhundert die übertägigen Anlagen alter Erzgruben. Unter anderem existierte am "Roten Weg" die zur Himmelfahrt Fundgrube gehörige "Rote Grube". Die heutige Technik, die aus dem Jahr 1856 stammt, wurde in Zusammenhang mit dem Bau des Rothschönberger Stollns in Betrieb genommen.
Im Zuge der Industrialisierung und der Entwicklung des 1862 eröffneten Freiberger Bahnhofs zum Eisenbahnknoten setzte in der zweiten Hälfte des 19. Jahrhunderts eine Bebauung des Areals zwischen Altstadt und Bahnhof mit Wohnhäusern aus der Gründerzeit, Schulen, Banken und Fabriken ein. Um den Bahnhof gibt es alte Industrieflächen und am Wernerplatz befindet sich heute der Busbahnhof. In ihrem westlichen Teil ist die Wohnqualität der Bahnhofsvorstadt höher als im Osten, wo sich der alte Jüdenberg (jüdische Vorstadt) und mehrere Vorwerke befanden.

## Infrastruktur
Neben dem Bahnhof Freiberg (Sachs) befindet sich in der Bahnhofsvorstadt auch der städtische Busbahnhof.